# Mute/ミュート
『Mute/ミュート』（原題:Mute）は2018年に配信された英独合作のSF映画である。監督はダンカン・ジョーンズ、主演はアレクサンダー・スカルスガルドが務めた。

## ストーリー
子供の頃に遭った事故が原因で喉に大きな傷を負い、レオは声を発せない状態に陥ったが、敬虔なアーミッシュであった母親はレオに手術を受けさせようとしなかった。大人になったレオはベルリンのストリップクラブでバーテンダーとして働き、ウェイトレスのナディーラと交際していた。ナディーラは自分の過去を一切語ろうとしなかったが、レオはそれを気に留めもしなかった。ある日、客のスチュワートがナディーラにセクハラをしたため、レオは彼を叩き出そうとしたが、職を失いたくないナディーラがそれを押し止めた。
その後、ナディーラがレオの自宅を訪ねたところ、レオは手作りの大きなベッドを彼女にプレゼントした。感動したナディーラはその勢いでレオとセックスするに至った。その頃、クラブの経営者であるマクシムは闇医者であるビルとダックの訪問を受けていた。ビルは娘のジョシーを連れてベルリンを離れたがっており、そのために必要な書類の偽造をマクシムに依頼していたのである。
しばらくして、スチュワートは再びクラブを訪れ、レオを挑発した。レオは挑発に乗ってしまい、それが原因でクラブを解雇されてしまった。レオはナディーラに連絡を取ろうとしたが、電話が一向に繋がらなかった。そのため、レオはナディーラの友人であるルーバに助けを求めたが、復職は叶わなかった。その後、レオの携帯に謎の人物から電話がかかってきた。その電話の指示通りに動いたところ、レオはスチュワートが経営する闇市に辿り着いた。当然のごとく、レオとスチュワートは喧嘩になった。その最中、レオは不意にナディーラがメモ帳に住所を書いていたことを思い出した。炭で筆跡を浮かび上がらせた後、レオは直ちにその住所へと向かった。
そこはオズワルドという男が住む家で、壁にはナディーラのセクシーな写真が貼られていた。オズワルドはレオをニッキーの部下と勘違いし、そのまま彼をニッキーに引き合わせた。ニッキーはマクシムが経営する売春クラブの売上金を横領していたのである。何を思ったのか、レオはニッキーの横領をマクシムの部下たちの前で告発した。
ナディーラの住所を突き止めたレオがその番地を尋ねると、そこにいたのはルーバであった。ルーバは「ナディーラは金を欲していた。だから、自分と一緒に売春に手を出すようになった。金を貸したはいいが、ナディーラは行方をくらませてしまった」という主旨のことをレオに言った。その後、レオはナディーラの母親に会い、彼女がビルの娘、ジョシーの母親であることを知った。

## キャスト
※括弧内は日本語吹替
- アレクサンダー・スカルスガルド - レオ（國府田達也）
  - レヴィ・アイゼンブラッター - 子供時代のレオ
- ポール・ラッド - カクタス・ビル（家中宏）
- ジャスティン・セロー - ダック（木内秀信）
- セイネブ・サレー（英語版） - ナディーラ（皆川純子）
- ロバート・シーハン - ルーバ（武藤正史）
- ギルバート・オーア - マクシム（木下浩之）
- ヤニス・ニーヴーナー（ドイツ語版） - ニッキー・シムセック（荘司勝也）
- ロバート・カジンスキー - ロブ
- ノエル・クラーク - スチュワート
- ドミニク・モナハン - オズワルド（五十嵐明）
- ミア＝ソフィー・バスティン、リア＝マリー・バスティン - ジョシー（宇山玲加）
- フローレンス・カサンバ（ドイツ語版） - ターニャ
- アニャ・カーマンスキー - キャシー
- サム・ロックウェル - サム・ベル（クレジット無し）
- その他の日本語吹き替え：千田ミヤコ／島田岳洋／川上ひろみ／品村渉／河村るり／瀧村直樹／中務貴幸／吉城よしき／佐々木祐介

日本語版スタッフ：演出：佐藤宏樹、翻訳：小椋牧子、制作：東北新社

## 製作
ダンカン・ジョーンズは『ブレードランナー』に触発され、『月に囚われた男』（2009年）の精神的続編を製作しようと思い立ったが、製作に漕ぎつけるまでに5年以上の歳月がかかった。監督は『月に囚われた男』を三部作として展開する構想を抱いており、本作はその2作目である。それ故、監督は『月に囚われた男』の主役であるサム・ベルを再登場させることにした。
2015年11月3日、アレクサンダー・スカルスガルドとポール・ラッドが本作に出演すると報じられた。2016年9月28日、本作の主要撮影がベルリンで始まった。10月、ジャスティン・セローがキャスト入りした。
なお、本作は公開前に亡くなったデヴィッド・ボウイ（監督の父親）とマリオン・スキーン（監督の子守）に捧げられている。

## 公開・マーケティング
2016年10月4日、Netflixが本作の配信権を獲得したと報じられた。当初、Netflixは本作を2017年中に配信する予定だったが、実際に配信したのは2018年2月23日のことであった。
2017年1月6日、本作の劇中写真が公開された。

## 評価
本作に対する批評家からの評価は芳しいものではない。映画批評集積サイトのRotten Tomatoesには73件のレビューがあり、批評家支持率は18%、平均点は10点満点で4.2点となっている。サイト側による批評家の見解の要約は「映像は素晴らしいが、ストーリーはやたらと難解な割に陳腐である。『Mute/ミュート』は叙事詩のようなスケールを持ったSF映画を目指したのだろうが、そのタイトルが示すように、無音のまま映像だけを楽しむのが最善の鑑賞法である。」となっている。また、Metacriticには24件のレビューがあり、加重平均値は35/100となっている。